# Austroargiolestes aureus
Austroargiolestes aureus là loài chuồn chuồn trong họ Argiolestidae. Loài này được Tillyard mô tả khoa học đầu tiên năm 1906.

## Hình ảnh

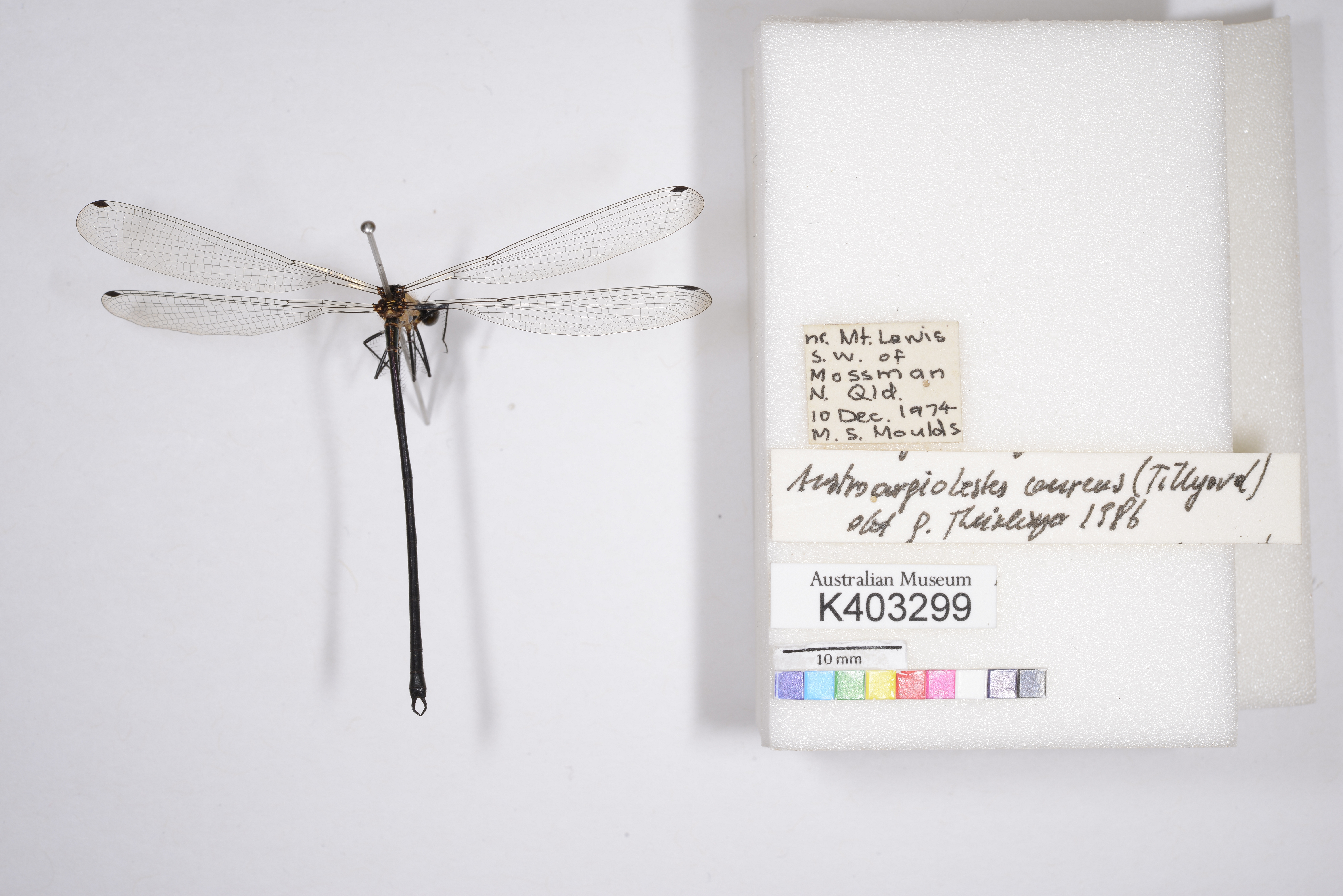